# Dirty Frank
«Dirty Frank» es una canción del grupo de rock Pearl Jam, que aparece originalmente como lado B del sencillo «Even Flow». También aparecería como canción extra en la versión Europea del álbum Ten. Esta canción es la primera grabada con el baterista Dave Abbruzzese, y fue realizada durante las sesiones de grabación de las canciones "State of Love and Trust", "Breath", y en la versión alterna de "Even Flow".
Pearl Jam intentó darle a la canción un estilo funk como tributo a Red Hot Chili Peppers, ya que "Dirty Frank" fue escrita mientras estaban de gira con ellos. De hecho, una parte del tema emula una canción de Red Hot Chili Peppers titulada "Freaky Styley". Mientras Pearl Jam tocan una versión alternativa del tema, Eddie Vedder canta: "Cook 'em, just to see the look on their face", remedo del "Funk 'em, just to see the look on their face" del "Freaky Styley".
La canción rara vez ha sido tocada en vivo. 
"Dirty Frank" aparecería tiempo después en la colección de rarezas y Lados B de Pearl Jam, Lost Dogs. La versión que aparece en dicho álbum difiere significativamente de la del lado B, ya que se eliminaron algunas voces y además Mike McCready agregaría una guitarra a la nueva versión.

## Significado de la letra
La letra fue escrita por Eddie Vedder y trata acerca de un ficticio asesino serial que trabaja como chofer de un autobús. El personaje de la canción está inspirado en el comportamiento del chofer que tenían en ese entonces.
La canción hace referencia al tema de Isaac Hayes de la película Shaft en la parte de la letra: "Why that dirty Frank was a bad mother...Shut your mouth!/Hey man, I'm just talking about Dirty Frank."